# Amyciaea albomaculata
Amyciaea albomaculata là một loài nhện trong họ Thomisidae.
Loài này thuộc chi Amyciaea. Amyciaea albomaculata được Octavius Pickard-Cambridge miêu tả năm 1874.